# Szamil Chisamutdinow
Szamil Chisamutdinow (ros. Шамиль Шамшатдинович Хисамутдинов; tt. Шамил Шәмсетдин улы Хисаметдинов; ur. 20 września 1950 w Uzłowej) – radziecki zapaśnik, tatarskiego pochodzenia, walczący w stylu klasycznym. Mistrz olimpijski z Monachium 1972, w kategorii do 68 kg.
Mistrz świata w 1973 i 1975. Zdobył trzy medale mistrzostw Europy w latach 1973 – 1976. Złoty medalista uniwersjady w 1973.
Mistrz ZSRR w 1971, 1972, 1973 i 1974 roku.